# St. Peter und Paul (Eslohe)

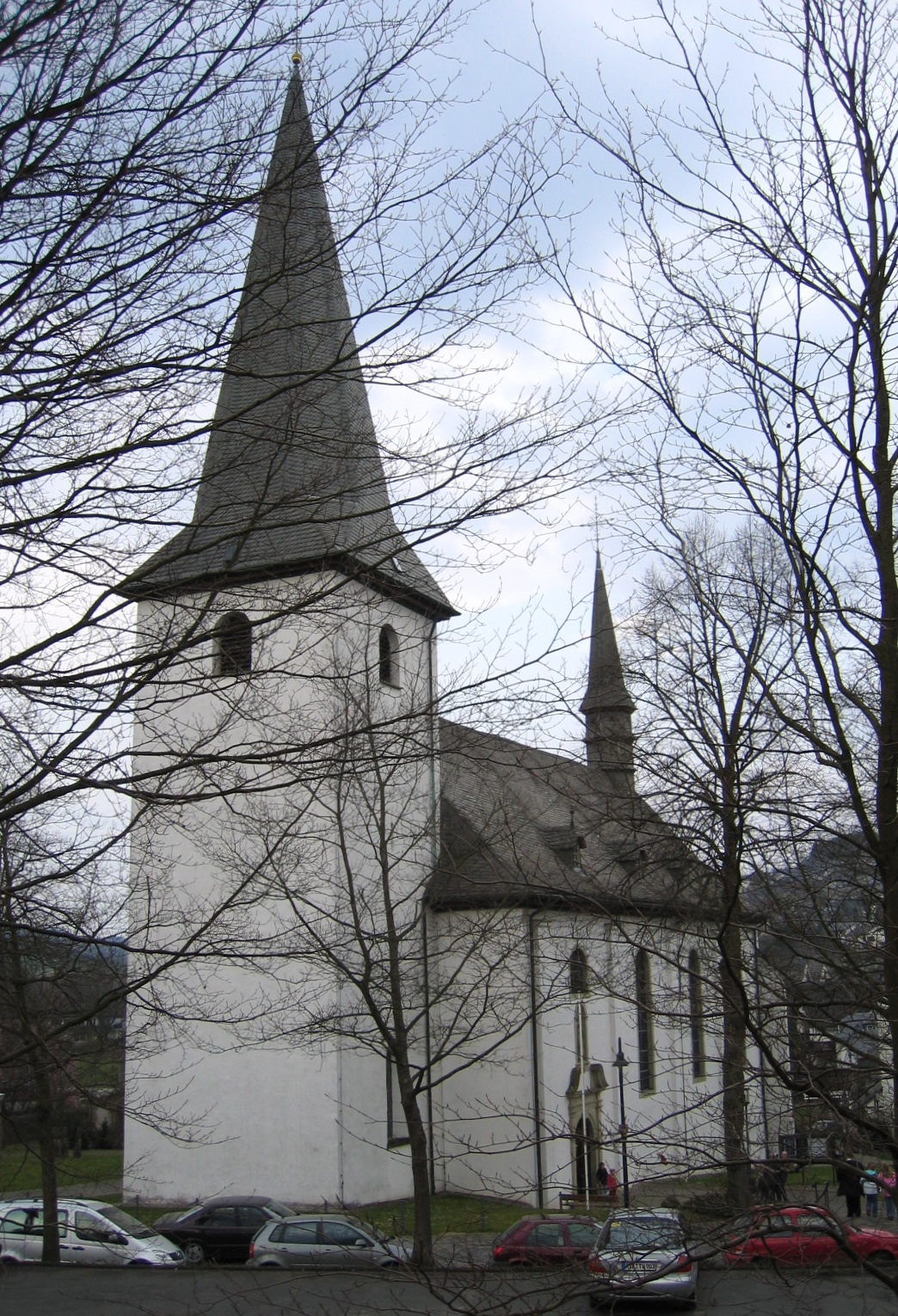
St. Peter und Paul

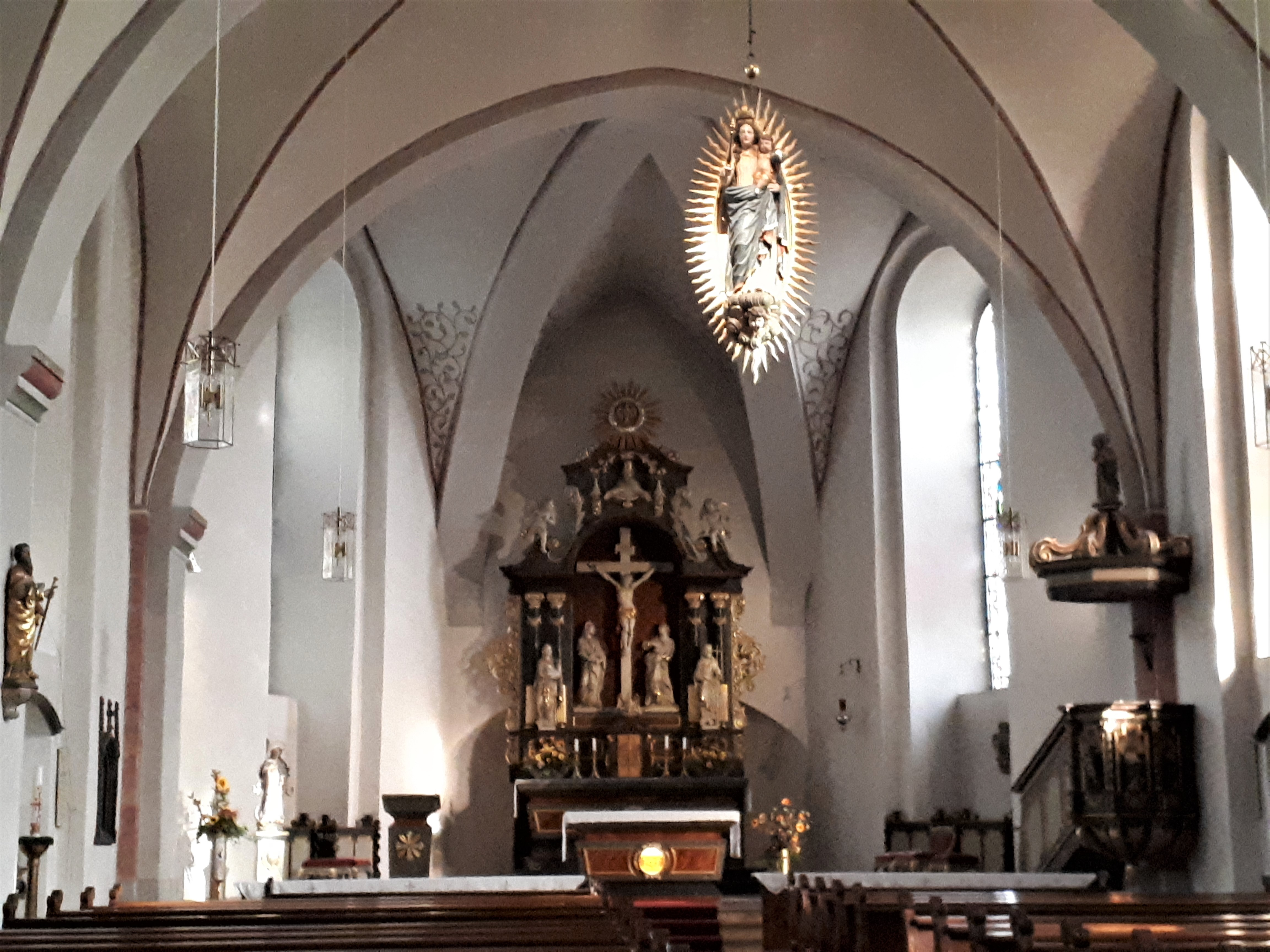
Altarraum mit Doppelmadonna und Kanzel im Vordergrund

St. Peter und Paul ist eine Pfarrkirche in Eslohe. 
Die Pfarrei St. Peter und Paul war vermutlich eine Tochterkirche der Urpfarrei Wormbach. Sie wurde in der zweiten Hälfte des 9. Jahrhunderts gegründet. Im Jahr 1072 erfolgte die Überweisung zum Kloster Grafschaft. Später kam sie zum Stift Meschede. 1494 gewährte Papst Alexander VI. einen Ablass für einen Kirchenbau der zwei Jahre später begonnen wurde.
In der Kirche befand sich das Erbbegräbnis der adeligen Familie Rump zur Wenne. 1634 verfügt Hermann Rump zur Wenne in seinem Testament hier seine Bestattung.
Der Bau der heutigen Kirche begann im Jahr 1773 durch den Baumeister Ignatius Gehly. Die einschiffige Kirche wurde in einzelnen Abschnitten fertiggestellt. In den Jahren von 1773 bis 1775 erbaute man den Westturm. Mit dem Bau des Kirchenschiffs einschließlich Chor begann man 1776. Die Einweihung erfolgte am 28. September 1783. Die gesamte Kirche wurde jedoch erst 1788 endgültig fertiggestellt. Die vorhandene Sakristei erbaute man im Jahr 1893.
Der Altarraum schließt dreiseitig mit einem neubarocken Altaraufsatz (Wiedenbrücker Schule). Auffällig sind die von der Decke hängende Doppelmadonna und die Kanzel mit gewundenen Säulchen und Figuren der Evangelisten.s. auch 

## Glocken
Das Geläut besteht aus einem vierstimmigen Geläut im Westturm und einer Kleppglocke im Dachreiter:
- I. Ton cis′ (Gussstahl), gegossen 1954 vom Bochumer Verein für Gussstahlfabrikation.
- II. Ton e′ (Gussstahl), gegossen 1952 vom Bochumer Verein für Gussstahlfabrikation.
- III. Ton fis′ (Bronze), gegossen 1465 von Johannes von Dortmund.
- IV. Ton a′ (Bronze), gegossen 1770 von Wilhelm Stocky.
- V. Kleppglocke (Dachreiter, Bronze), Ton g″.